# کاویوم
کاویوم (انگلیسی: Cavium) شرکت سخت‌افزار آمریکایی است، که در سال ۲۰۰۱ تأسیس شد.